# Hauneck
Hauneck település Németországban, Hessen tartományban. Lakosainak száma 3208 fő (2023. december 31.).

## Fekvése
Vachától nyugatra fekvő település.

## Története
972-ben a település Kereszt Kápolnáját már említették a dokumentumokban, mely valószínűleg zarándokhelyként szolgált. A Kreuzkapelle  a következő évszázadokban a falu templomaként szolgált. A falu első okleveles említése 1217-ből való. A 16. században  várossá lett.

## Galéria

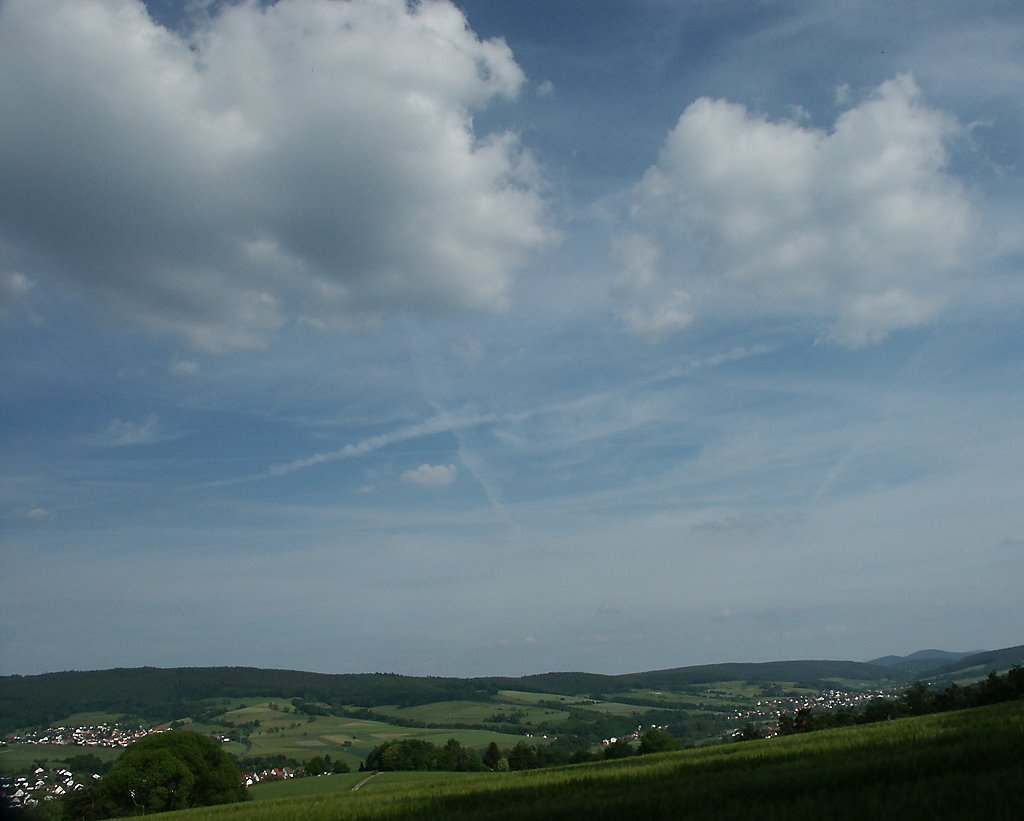
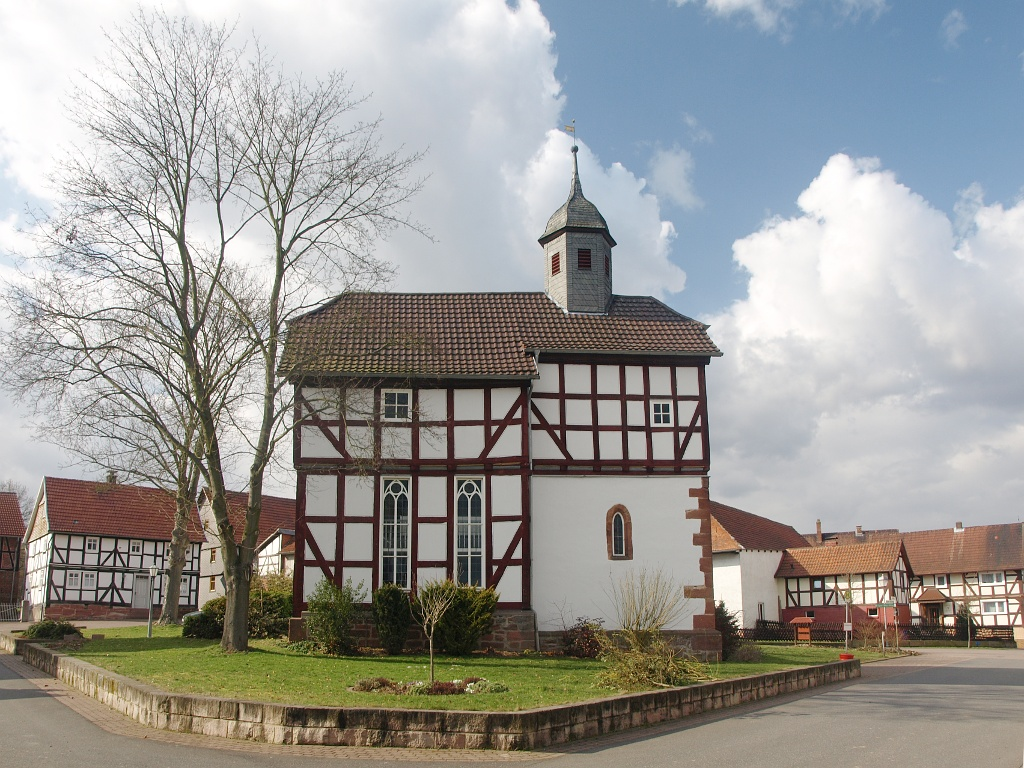
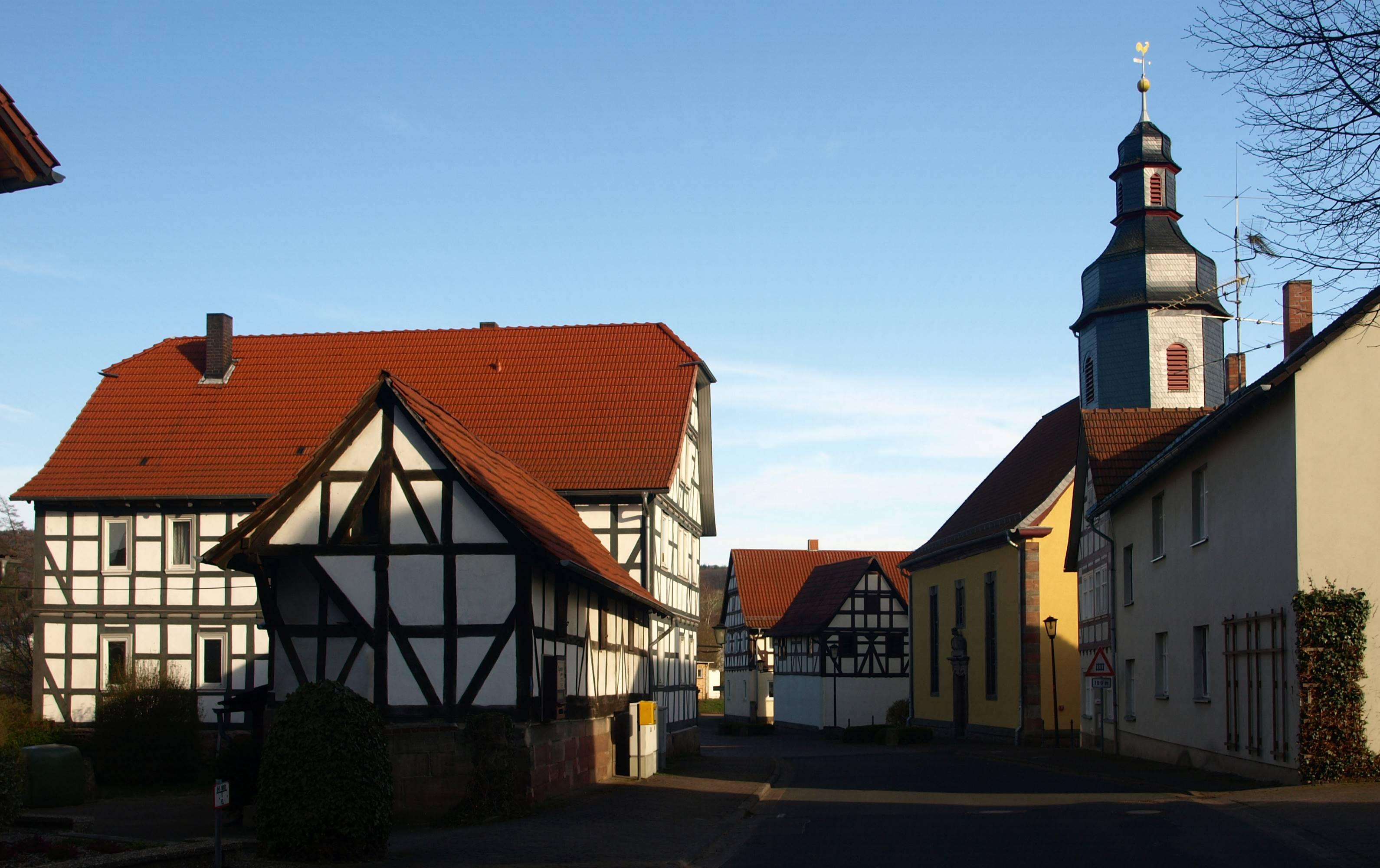
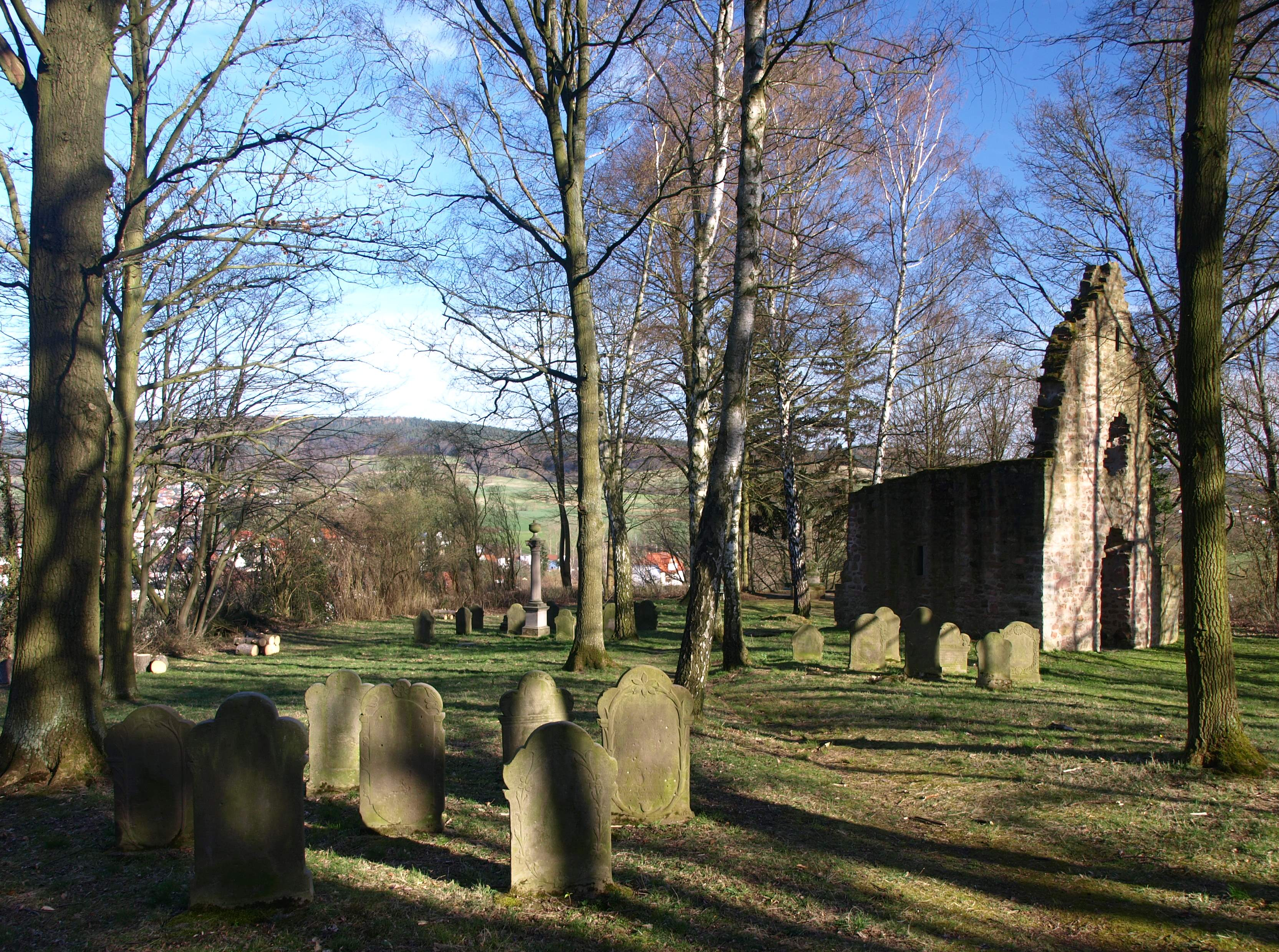
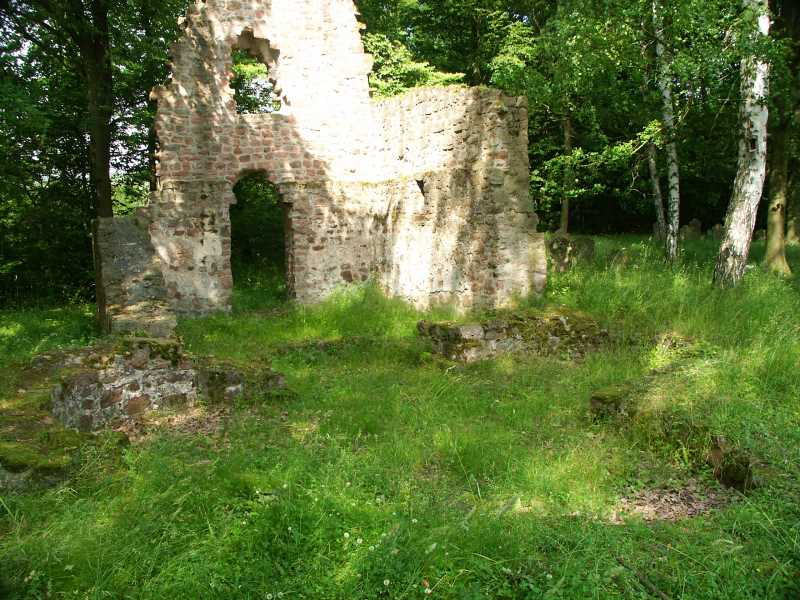

## Népesség
A település népességének változása:
| Lakosok száma | 3222 | 3159 | 3191 | 3217 | 3208 |
|               | 2017 | 2019 | 2021 | 2022 | 2023 |